# 金貞淑
金貞淑 (朝鮮文：김정숙，1930年— ) 是朝鮮民主主義人民共和國的女性政治人物，出生於朝鮮平安南道大同郡。於1964年擔任金日成社會主義青年同盟中央委員會副委員長，於2009年12月擔任對外文化聯絡委員會委員長，於2010年9月當選朝鮮勞動黨中央委員會委員。